# Rinus Michels
Marinus ("Rinus") Jacobus Hendricus Michels (OON) (n. 9 februarie 1928, Amsterdam, Țările de Jos – d. 3 martie 2005, Aalst, Flandra, Belgia) a fost un fotbalist și antrenor neerlandez. El și-a petrecut întreaga sa carieră de jucător la Ajax Amsterdam, club la care mai târziu a revenit în calitate de antrenor, și a fost membru al naționalei Țărilor de Jos, atât ca jucător cât și ca antrenor.
Rinus Michels a devenit notabil prin realizările sale ca antrenor, câștigănd Cupa Campionilor Europeni cu Ajax și La Liga cu FC Barcelona, având și patru mandate de selecționer al naționalei Olandei, pe care a dus-o în finala Campionatului Mondial de Fotbal 1974, și cu care a cucerit Campionatul European de Fotbal 1988. El este considerat inventatorul tacticii majore de fotbal numită "Fotbal Total", apărută în anii 1970, și el a fost numit "antrenorul secolului" de către FIFA în 1999.

## Statistici carieră
| Performanța de club | Performanța de club | Performanța de club          | Campionat | Campionat |
| Sezon               | Club                | Liga                         | Meciuri   | Goluri    |
| ------------------- | ------------------- | ---------------------------- | --------- | --------- |
| 1945–46             | Ajax                | Football League Championship | 12        | 13        |
| 1946–47             | Ajax                | Football League Championship | 28        | 14        |
| 1947–48             | Ajax                | Football League Championship | 5         | 3         |
| 1948–49             | Ajax                | Football League Championship | 20        | 7         |
| 1949–50             | Ajax                | Football League Championship | 26        | 16        |
| 1950–51             | Ajax                | Football League Championship | 14        | 5         |
| 1951–52             | Ajax                | Football League Championship | 19        | 15        |
| 1952–53             | Ajax                | Football League Championship | 20        | 8         |
| 1953–54             | Ajax                | Football League Championship | 26        | 12        |
| 1954–55             | Ajax                | Football League Championship | 33        | 14        |
| 1955–56             | Ajax                | Football League Championship | 30        | 8         |
| 1956–57             | Ajax                | Eredivisie                   | 29        | 7         |
| 1957–58             | Ajax                | Eredivisie                   | 2         | 0         |
| Country             | Netherlands         | Netherlands                  | 264       | 122       |
| Total               | Total               | Total                        | 264       | 122       |

## Palmares

### Ca jucător
- Eredivisie (2): 1947, 1957

### Ca antrenor
- Campionatul European de Fotbal (1): 1988
- Campionatul Mondial de Fotbal finalist: 1974
- Cupa Orașelor Târguri câștigător de play-off: 1971
- Cupa Campionilor Europeni (1): 1971

Finalist: 1969
- Eredivisie (4): 1966, 1967, 1968, 1970
- La Liga (1): 1974
- KNVB Cup (3): 1967, 1970, 1971
- Copa del Rey (1): 1978
- DFB Pokal (1): 1983

### Altele
- Named Knight in the Order of Orange-Nassau: 1974
- Named Officer in the Order of Orange-Nassau: 1988
- Named Dutch manager of the century: 1999
- Named Knight of the KNVB: 2002
- UEFA Lifetime Award: 2002
- Best Manager in 50 years of professional football in the Netherlands: 2004

## Legături externe
- Sven Goran Erikson's tribute to Rinus Michels (3 March 2005)
- nl Rinus Michels — profil și statistici la Wereld van Oranje